# Ễnh ương
Ễnh ương (Kaloula pulchra) là một loài ếch trong họ Microhylidae. Con đực có cổ họng đậm hơn so với con cái. Ễnh ương phát triển đến 7–8 cm với con cái nói chung là lớn hơn so với con đực. Nó có thể sống lâu đến 10 năm. Ễnh ương lớn ưa sống trong nước hơn trên cạn. Chúng nuốt khí vào cơ thể rồi căng phồng lên, khiến kẻ thù phải sợ hãi.Vào mùa mưa chúng sẽ phát ra những tiếng kêu rất to.

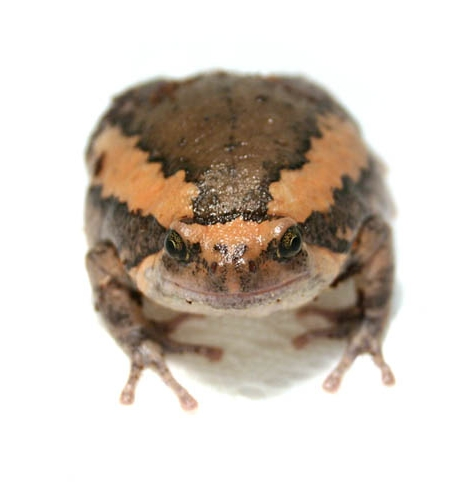
Ễnh ương

## Vật nuôi
Ễnh ương thường được bán trong các cửa hàng vật nuôi phương Tây. Chúng nhạy cảm với clo trong nước. Chúng cần độ ẩm cao và thích nhiệt độ 80–85 °F (27–29 °C).